# Heute gehe ich allein nach Hause
Heute gehe ich allein nach Hause (portugiesischer Originaltitel: Hoje Eu Quero Voltar Sozinho) ist ein brasilianischer Coming-of-Age-Film von Regisseur Daniel Ribeiro aus dem Jahr 2014, der auf dem Kurzfilm Ich möchte nicht allein zurückgehen aus dem Jahr 2010 basiert. Der Film war der brasilianische Oscar-Beitrag 2015. Der deutsche Kinostart war am 26. Februar 2015.

## Handlung
Leonardo, genannt Leo, ist blind. Jeden Tag bringt ihn seine beste Freundin Giovana von der Schule nach Hause, obwohl sie zwei Blöcke in die andere Richtung wohnt. In der Schule macht sich Mitschüler Fabio über Leos laute Schreibmaschine lustig. Als ein neuer Schüler namens Gabriel in die Klasse kommt, nimmt dieser den leeren Platz hinter Leo ein. 
Giovana, die genau wie Leo noch nie jemanden geküsst hat, beginnt sich für Gabriel zu interessieren, ist jedoch abgeschreckt, als auch die extravertierte Karina sich an ihn heranmacht. Schließlich freunden sich Giovana und Leo mit Gabriel an, der sich ihnen von da an auf dem Nachhauseweg anschließt. Als Leo eines Tages alleine mit einem Gehstock nach Hause geht, wird er von Fabio und dessen Freunden bedrängt, sodass er stolpert und hinfällt. Wütend und mit großer Verspätung kommt er zuhause an, wo ihn seine besorgten Eltern erwarten. Er wirft ihnen vor, überfürsorglich zu sein. In der Folge erzählt er Giovana, dass er ein Auslandsschuljahr machen will, um selbstständiger sein zu können. Die beiden informieren sich deshalb bei einer darauf spezialisierten Agentur, die jedoch mit den Eltern reden möchte.
Leo verbringt immer mehr Zeit mit Gabriel. Nachdem sie beide bei Giovana waren, bringt Gabriel Leo nach Hause, damit Giovana keinen Umweg machen muss; sie willigt jedoch nur ungern ein. Als für ein Gruppenprojekt in der Schule Paare gebildet werden, arbeitet Leo mit Gabriel (anstatt, wie üblich, mit Giovana). Dieser erzählt Leo von Filmen und Internetvideos, bis Leo einwilligt, ins Kino zu gehen. Dabei muss Gabriel ihm andauernd die Handlung ins Ohr flüstern. In den nächsten Tagen arbeiten sie an dem Schulprojekt und Leo versucht, Gabriel Blindenschrift beizubringen, was dieser für unmöglich hält. Zusammen beobachten sie eines Nachts eine Mondfinsternis, die Gabriel Leo zu beschreiben versucht. Als Gabriel bemerkt, dass er seinen Pullover bei Leo gelassen hat, bittet er Leo, ihn ihm am nächsten Tag mitzubringen. Leo findet den Pullover, riecht daran und zieht ihn beim Schlafen an.
Gabriel nimmt endgültig Giovanas Platz als Leos Begleitung auf dem Heimweg ein. Als die beiden einmal vergessen, auf Giovana zu warten, wird sie wütend und geht ihnen fortan demonstrativ aus dem Weg. Leo erzählt seinen Eltern von seinem Plan, ein Auslandsschuljahr zu absolvieren, stößt damit jedoch wie erwartet auf Ablehnung. Als Karina eine Party bei sich zuhause gibt, gehen Giovana, Leo und Gabriel hin. Giovana meidet Leo weiterhin, schüttet aber Gabriel gegenüber ihr Herz aus, während sie sich betrinken; schließlich küsst sie Gabriel, aber er erwidert den Kuss nicht. Leo gerät in eine Partie Flaschendrehen, was Fabio benutzt, um ihn erneut zu ärgern: als Leo am Zug ist, will Fabio ihm Karinas Hund zum Küssen unterjubeln, doch Giovana befreit Leo im letzten Moment aus der Situation. Die Stimmung zwischen den beiden verschlechtert sich jedoch eher noch, und als Gabriel Leo nach Hause bringen will, beschwert sich Leo wütend darüber, dass niemand ihn jemanden küssen lasse. Daraufhin gibt Gabriel ihm einen Kuss und verschwindet.
Bei einem Campingausflug mit der Schule ist Leo im Bus alleine, während Gabriel neben Karina sitzt. Gabriel erklärt Leo später, bei der Party so betrunken gewesen zu sein, dass er sich an nichts mehr erinnere. In der Nacht treffen sich Leo und Giovana und betrinken sich gemeinsam, bis Leo ihr schließlich verrät, in Gabriel verliebt zu sein. Giovana nimmt die Nachricht anfangs misstrauisch auf, sichert Leo aber dann ihre Unterstützung zu. Als Gabriel Leo wieder zuhause besucht, erklärt er ihm, dass er Karina abgewiesen habe, da er Gefühle für jemand anderen habe. Er deutet auch an, dass er sich an den Kuss nach der Party sehr wohl erinnert und seine Aufmerksamkeit Leo gilt. Es kommt zu einem langen Kuss zwischen den beiden.
Nachdem Gabriel und Leo in der Schule ihr Projekt vorgestellt haben und wieder auf dem Heimweg sind, spekulieren Fabio und seine Freunde darüber, dass die beiden schwul seien. Leo reagiert darauf, indem er statt Gabriels Arm dessen Hand ergreift und so allen ihre Beziehung zeigt. In der letzten Szene hilft Gabriel Leo dabei, seinen Wunsch, Fahrrad zu fahren, zu verwirklichen.

## Hintergrund

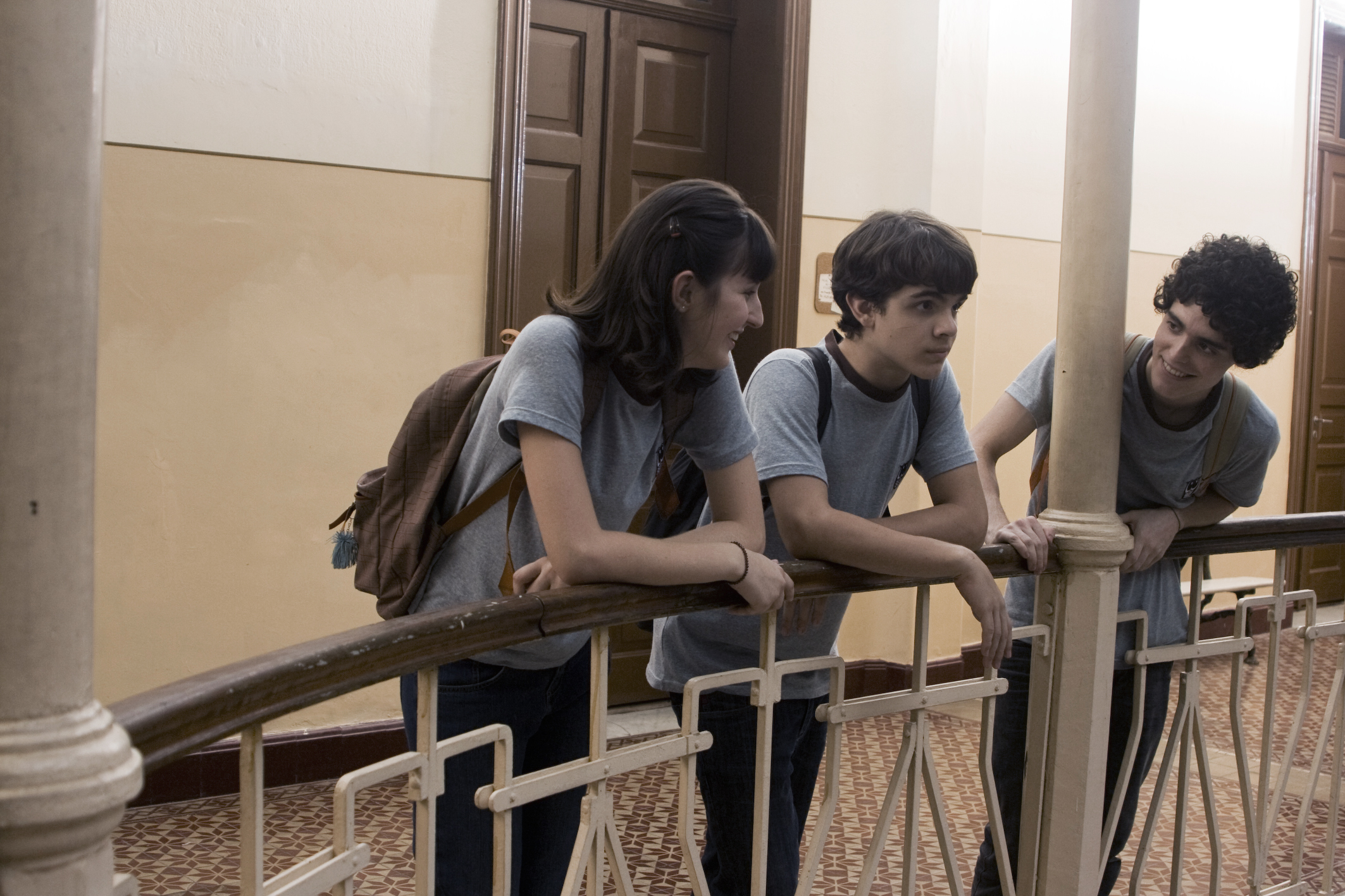
Szene aus dem Kurzfilm Ich möchte nicht allein zurückgehen

2010 veröffentlichte Regisseur Daniel Ribeiro den Kurzfilm Ich möchte nicht allein zurückgehen (Originaltitel: Eu Não Quero Voltar Sozinho). Der Kurzfilm gewann mehrere Festivalpreise und wurde auf YouTube kostenlos zur Verfügung gestellt. 
Im Dezember 2012 wurde angekündigt, dass ein Spielfilm produziert wird, der auf dem Kurzfilm basiert und dieselben Schauspieler beteiligen wird. Nach über zwei Jahren Vorbereitung begannen die Dreharbeiten im Frühjahr 2013. Wie auch der Kurzfilm wurde der gesamte Film in São Paulo gedreht. Der Arbeitstitel lautete noch Todas As Coisas Mais Simples („All die einfachen Dinge“), im September 2013 verkündete Regisseur Ribeiro jedoch, dass der finale Titel des Films Hoje Eu Quero Voltar Sozinho („Heute will ich allein nach Hause gehen“) lauten würde. Damit wird das Augenmerk des Films (im Gegensatz zum Kurzfilm) auf Leonardos Unabhängigkeitsbestreben gerichtet. Der internationale Titel des Films hingegen lautet The Way He Looks (englisch mehrdeutig für „Wie er [aus-]sieht“).
Am 10. Februar 2014 wurde der Film erstmals auf der Berlinale 2014 gezeigt, am 10. April 2014 lief er schließlich in den brasilianischen Kinos an. Die internationalen Filmrechte wurden bereits verkauft, für Deutschland und Österreich sicherte sie sich Edition Salzgeber. Deutscher Kinostart war am 26. Februar 2015. In der Schweiz kam der Film bereits am 14. August 2014 im Verleih von Agora Films in die Kinos. Die deutsche DVD-Ausgabe erschien am 24. März 2015 bei Salzgeber.
Der Film wurde als brasilianischer Beitrag für den besten ausländischen Film bei der Oscarverleihung 2015 eingereicht, konnte aber keine Nominierung erlangen.

## Soundtrack
- Belle & Sebastian – There’s Too Much Love
- Cícero – Vagalumes Cegos
- Arvo Pärt – Spiegel im Spiegel
- Franz Schubert – Klaviertrio Nr. 2 in Es-Dur, Op. 100 / II. Andante con moto (The Gryphon Trio)
- Marvin Gaye – Let’s Get It On
- David Bowie – Modern Love
- The National – Start a War
- Homemade Blockbuster – Dance Moves
- Dom La Nena – Start a War (Cover)
- Tatá Aeroplano und Juliano Polimeno – Beijo Roubado em Segredo
- Marcelo Camelo und Mallu Magalhães – Janta

## Rezeption

### Erfolg
In der ersten Woche startete Heute gehe ich allein nach Hause in 33 brasilianischen Kinos und war mit 30.209 Zuschauern der fünftmeistgesehene Film der Woche. Unter Berücksichtigung der Premierenvorstellungen in der Vorwoche belaufen sich die Zuschauer auf 31.209.
International spielte der Film 1.159.451 $ ein, davon 1.016.161 $ in Brasilien (Stand: 5. März 2015).

### Kritiken
Heute gehe ich allein nach Hause wurde von der internationalen Kritik generell positiv aufgenommen. Die Kritikensammlung Rotten Tomatoes verzeichnet eine zu 93 Prozent positive Bewertung, auf der Grundlage von 27 professionellen Kritiken.
In Brasilien erhielt der Film viel Lob. Raíssa Rossi vom Almanaque Virtual etwa erklärte, es sei „schwer, von einer so leichtfüßigen und wahren Geschichte nicht bewegt zu werden, die jegliche Art von Vorurteilen“ zunichtemache. Die „fesselnden Schauspielleistungen, die sanften Bilder und der angenehme und treffende Soundtrack“ würden das „Verdienst“ des Films „vervollständigen“.
Der Filmdienst nannte Heute gehe ich allein nach Hause einen „unaufgeregt erzählte[n], einfach und klar entwickelte[n] Film über das Erwachsenwerden“, der „viel zu vielschichtig“ sei, „um sich einfach nur als ‚Blindenfilm‘ oder als ‚Coming out‘-Drama einordnen zu lassen“. Für Sascha Westphal von epd Film ist der Film „eine klassische Coming-of-Age-Geschichte“, die „unspektakulär“ und „doch anrührend“ sei. Regisseur Ribeiro erzähle „mit einer wunderbaren Nonchalance von der ersten Liebe“. Zwar seien einem die „Situationen und Stationen der Geschichte … natürlich aus unzähligen Filmen vertraut“, doch finde Ribeiro „für sie Bilder, die direkt ins Herz treffen“. Die stellenweise „ungewöhnliche Perspektive“ der Kamera, wenn sie „senkrecht von oben auf Leo“ blicke, signalisiere „Distanz“ und erzeuge „doch eine ungeheure Nähe“. Westphal hebt auch hervor, dass keiner der beiden Protagonisten mit seiner Homosexualität ringe; vielmehr sei sie „ganz selbstverständlich“.
Im Hollywood Reporter zeigte sich Boyd van Hoeij beeindruckt davon, wie Ribeiro das Material des Kurzfilms zu Spielfilmlänge ausgearbeitet hat; er habe nicht nur „Konflikt und eine überzeugende Riege von Nebendarstellern“ hinzugefügt, sondern auch den „ganz neuen Aspekt der Suche nach Unabhängigkeit des blinden Protagonisten“. Mit „Sicherheit im Ton“ konzentriere er sich auf die „angeborene Gutherzigkeit seiner jungen Hauptfiguren“, bevor er ihnen langsam Platz lasse, „zu rebellieren, während sie versuchen, sich zu behaupten und den schützenden Kokon ihrer Kindheit hinter sich zu lassen“. Nicht Leos „mögliches Coming-out“, sondern „die Überfürsorglichkeit der Personen um ihn herum“ sei der „Motor des Dramas“. Während Van Hoeij zwar den Klassenausflug und die Duschszene als ein „zweckdienliches Queer-Film-Klischee“ kritisierte, lobt er das Drehbuch insgesamt, das „sowohl aus humorvollen als auch aus emotionalen Momenten“ bestehe und „äußerst passend auf die konfliktbeladenen Gefühlswelten der jugendlichen Hauptfiguren abgestimmt“ sei. Dazu kämen „verschiedene liebevolle klangliche und visuelle Leitmotive“.
Jay Weissberg schrieb in der Variety, der Film besitze „echte Ausstrahlungskraft“, obwohl Drehbuch und Regie „wenig mehr als durchschnittlich“ seien. Einen Fehler mache Ribeiro allerdings, wenn er die Eltern sich verhalten lasse, „als ob ihr Sohn erst seit Kurzem und nicht schon sein ganzes Leben lang blind sei“. Der „Großteil der Dialoge“ scheine „aus zahllosen Teenagerfilmen recycelt“ worden zu sein, dennoch werde die Geschichte „mit Zärtlichkeit erzählt“ und fange die „Unschlüssigkeit“ ein, „Zuneigung zu bekennen, wenn Zurückweisung nur schlimme Folgen haben kann“. Andy Webster von der New York Times attestierte dem „einnehmenden“ Film, er verwebe „gewandt … die gesellschaftlichen Herausforderungen der Jugend zu einer Geschichte breiterer Selbstentdeckung“. Martin Tsai kritisierte in der Los Angeles Times, die „täglichen Mühen“ des Protagonisten wirkten im Vergleich mit bspw. der „einsamen Not“ der Heldin von Blau ist eine warme Farbe „nebensächlich“. Und mit dem „zuckersüßen Ende“ stelle Ribeiro „realitätsferne Unterhaltung über die bedeutungsvolle Beschäftigung mit den Herausforderungen, die behinderte oder schwule Jugendliche meistern müssen“.

## Auszeichnungen
Bei seiner Premiere auf der Berlinale 2014 gewann Heute gehe ich allein nach Hause den FIPRESCI-Preis für den besten Film im Panorama-Hauptprogramm und den Teddy Award für den besten Spielfilm. Außerdem landete er auf dem zweiten Platz des Panorama-Publikumspreises. Daneben gewann der Film eine Reihe von weiteren Festivalpreisen.